# 콜로세 데 퀘벡
콜로세 데 퀘벡(영어: Quebec Coliseum, 프랑스어: Colisée de Québec) 캐나다 퀘벡주 퀘벡에 위치한 실내 경기장이다. 과거 WHA/NHL 퀘벡 노르딕스와 IHL 퀘벡 라팔스의 홈경기장으로 사용했다.